# Mary Pat Wilson
Mary Pat Wilson (verheiratete Guest; * 12. Dezember 1963 auf Puerto Rico) ist eine ehemalige puerto-ricanische Skirennläuferin.

## Karriere
Wilson nahm 1988 als erste Puerto-Ricanerin an Olympischen Winterspielen teil. Bei den Spielen von Calgary schied sie jedoch im Slalom aus, im Riesenslalom wurde sie disqualifiziert. Dies blieb zugleich ihr einziger internationaler Auftritt als Skirennläuferin.

## Privates
Wilsons Brüder Kevin und Thomas nahmen ebenfalls als Sportler an Olympischen Spielen teil. Ihr Bruder Kevin war 1988 ebenfalls als Skirennläufer Teil der puerto-ricanischen Mannschaft, Thomas hatte an den Sommerspielen in Seoul als Springreiter teilgenommen.

## Erfolge

### Olympische Winterspiele
- Calgary 1988: DNF Slalom, DSQ Riesenslalom